# Budaderu, Mulbagal
Budaderu là một làng thuộc tehsil Mulbagal, huyện Kolar, bang Karnataka, Ấn Độ.